# 瓦爾登湖 (麻薩諸塞州)
是美国马萨诸塞州康科特的一个湖泊，也是一個锅穴，是由10000-12000年前的冰川退缩形成的。瓦爾登湖作为瓦尔登湖州立保留地（Walden Pond State Reservation）的一部分而受到保护。瓦尔登湖州立保留地是一个335英亩（136公顷）的州立公园和娱乐场所，由马萨诸塞州保护和娱乐部負責管理。瓦尔登湖州立保留地于1962年被評為美国国家历史名胜，因为瓦爾登湖与作家亨利·戴维·梭罗有关，他曾在湖邊的小木屋里生活了两年，這段經歷成為他1854年出版的作品的素材。1966年的《国家历史保护法》確立了美國联邦政府保护瓦爾登湖的責任。